# Cerceris rybyensis
A Cerceris rybyensis a rovarok (Insecta) osztályának a hártyásszárnyúak (Hymenoptera) rendjébe, ezen belül a fullánkosdarázs-alkatúak (Apocrita) alrendjébe és a szitásdarazsak (Crabronidae) családjába tartozó faj.

## Előfordulása
A Cerceris rybyensis előfordulási területe Európa. Az Egyesült Királyság egyes részein elterjedt és közönséges, ilyen például Anglia. A Csatorna-szigeteken is vannak állományai, viszont Walesből hiányzik. A skóciai és írországi elterjedése még nincs bebizonyítva.

## Alfajai
- Cerceris rybyensis dittrichi Schulz, 1904
- Cerceris rybyensis fertoni Beaumont, 1952
- Cerceris rybyensis rybyensis (Linnaeus, 1771)

## Megjelenése
A nőstény 8-12 milliméter hosszú és a hím 6-10 milliméteres. A potrohát sárga-fekete keresztcsíkok borítják; a tora, viszont fekete. Lábai és fejének elülső része sárga színűek.

## Életmódja
A laza talajú, homokos élőhelyeket részesíti előnyben, ahol üregeket vájhat magának. Néha a gyepes részek is megfelelnek, ha nem talál mást. A lárva méhfélékkel (Apidae) táplálkozik. Az imágó különböző növények nektárát fogyasztja, mint például: közönséges medvetalp (Heracleum sphondylium), vadmurok (Daucus carota), Armeria arenaria, körömvirágfajok (Calendula), közönséges cickafark (Achillea millefolium) és mezei aszat (Cirsium arvense).
A húslégyfélék (Sarcophagidae) tartozó Amobia signata a Cerceris rybyensis, valamint egyéb méhfélék és valódi darazsak fészekparazitája.
Késő júniustól kora szeptemberig repül.

## Szaporodása
Habár e faj nőstényei nem alkotnak a házi méhekéhez (Apis mellifera) hasonló kolóniákat; a megfelelő területeken gyakran több Cerceris rybyensis nőstény is ugyanarra a helyre vájja fészkelőüregét, sőt olykor a rokon ormányosevő csomósdarázs (Cerceris arenaria) nőstényei is ugyanott fészkelnek. Mielőtt a nőstény lerakja petéit, az üreget megtölti kisebb méhfélékkel; főleg olyan nőstény példányokra vadászik, melyek éppen a táplálékszerzőútról térnek vissza a fészkükre, és meg vannak rakva virágporral. A zsákmányt szúrás által bénítja meg, illetve a méh nyakát is megnyomkodja a rágójával. Az áldozat általában két napig marad életben.

## Képek

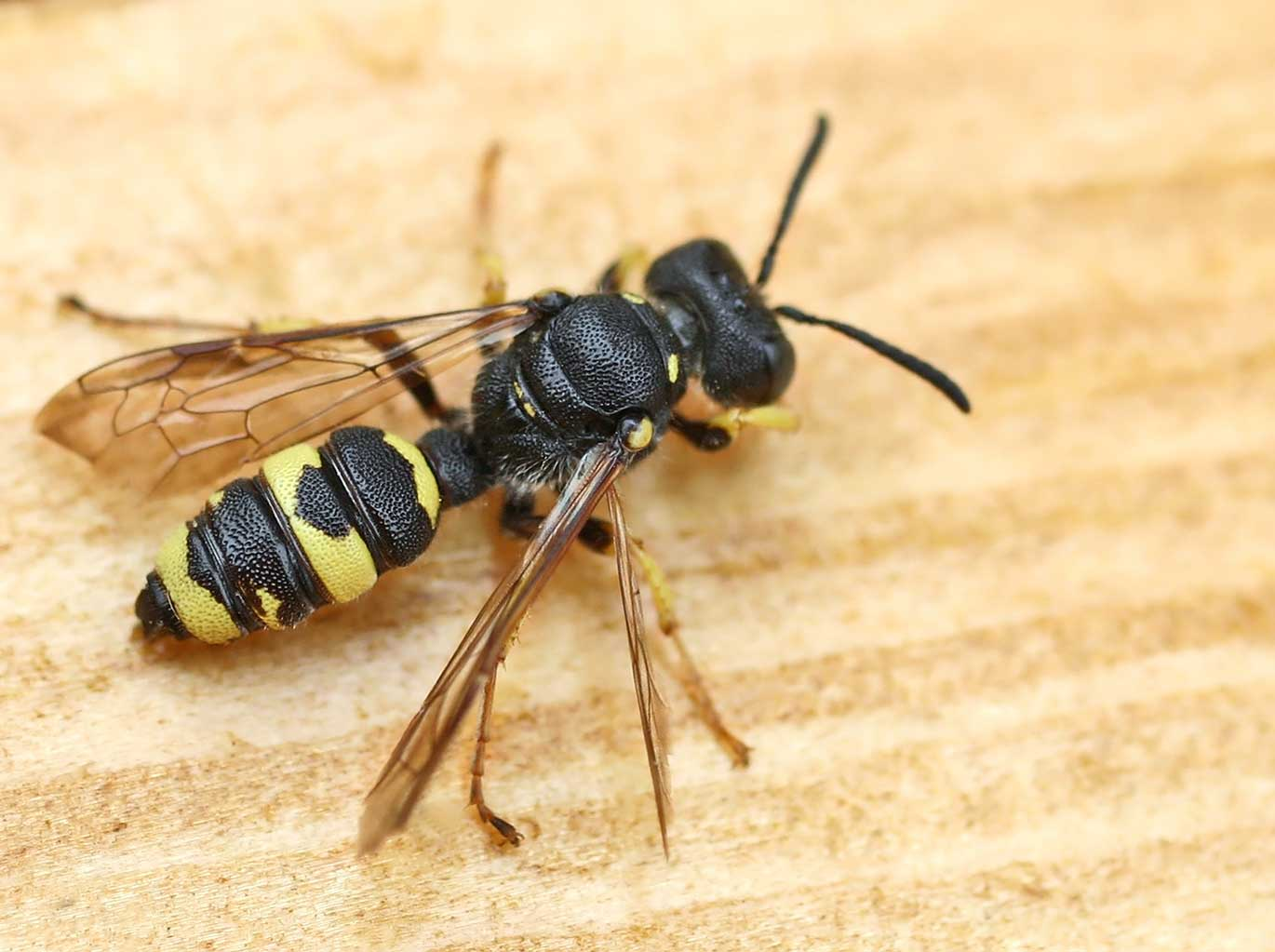
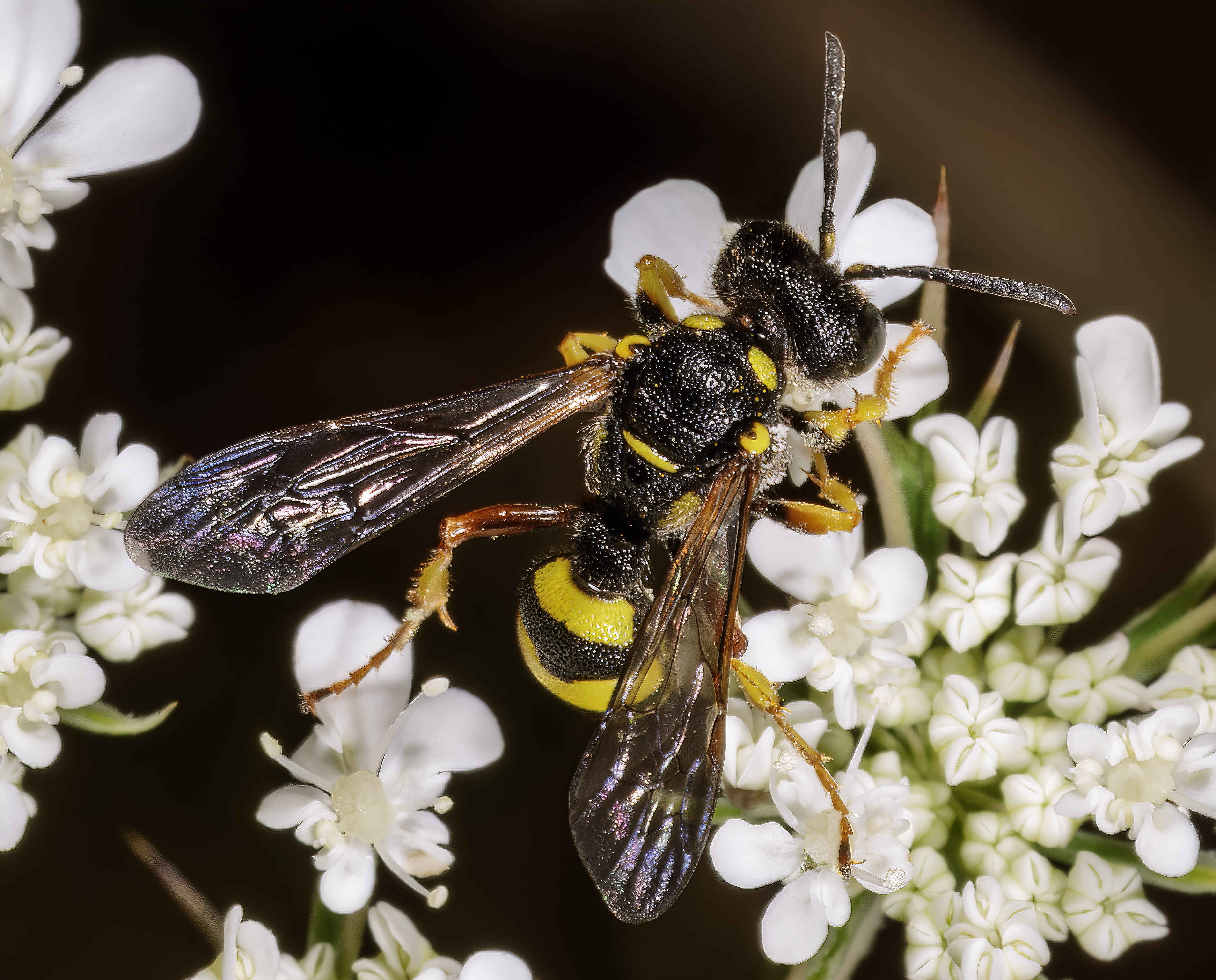
Vadászat
közben
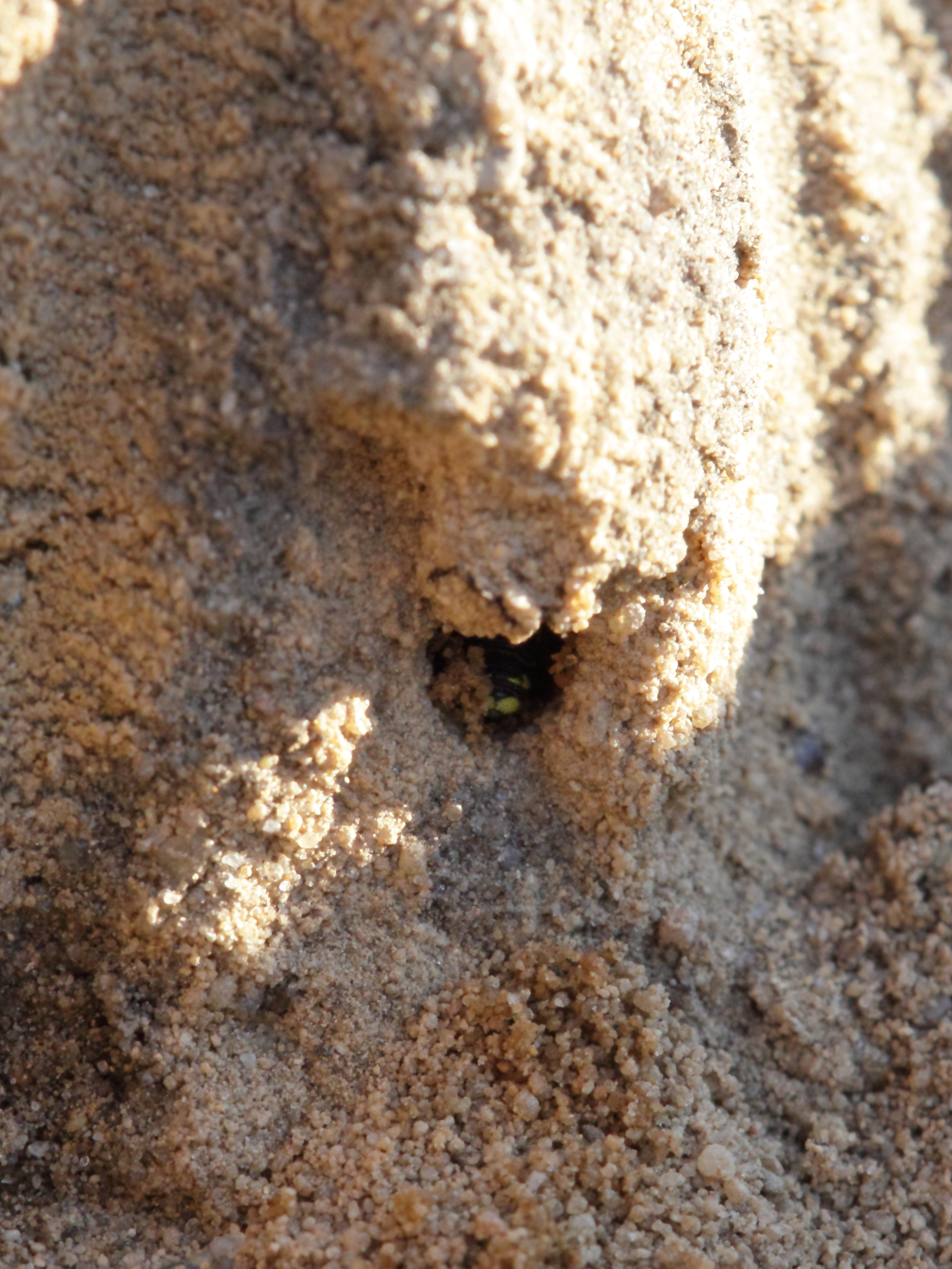
Az ürege